# Outouphourse de Diaokhi
Outouphourse est le dernier souverain connu du royaume de Diaokhi, une confédération de tribus proto-géorgiennes. Dirigeant son royaume lors d'un long règne de plus de trois décennies, il doit affronter les ambitions impérialistes de son voisin, l'Urartu. Il se voit combattre de nombreuses batailles contre les rois Menua et Argishti Ier durant la première moitié du VIIIe siècle av. J.-C. Son règne est documenté par des inscriptions venant d'Urartu.

## Biographie

### Invasion de Menua

Anatolie orientale sous Menua.

Outouphourse est le dernier des trois connus du royaume de Diaokhi, une confédération de tribus au nord-est de l'Anatolie. Il règne durant la fin du IXe siècle et la première moitié du VIIIe siècle av. J.-C. sur des dizaines de tribus proto-géorgiennes, s'étendant du nord-est de l'Anatolie à la Colchide, et depuis sa capitale royale, Sasilou (près de la ville turque actuelle de Tortum).
Dès le début de son règne, Outouphourse doit affronter son puissant voisin septentrional, l'Urartu, dont le roi Menua (810-786 av. J.-C.) porte ses ambitions impérialistes vers la Transcaucasie et considère la Diaokhi comme le nucléus de la région. Menua parvient à capturer Sasilou après une bataille, mais Outouphourse prend refuge vers le nord-est du royaume. Menua continue sa campagne, capturant forteresse après forteresse, ainsi que la ville de Zoua.
C'est après la chute de la dernière fortification, la ville d'Outou (l'Oltu moderne), qu'Outouphourse accepte sa défaite. Il s'asujetti à l'Urartu, qui l'accepte comme vassal en échange d'un large tribut d'or et d'argent et qui libère les prisonniers diaokhiens obtenus durant la campagne.

### Rébellion

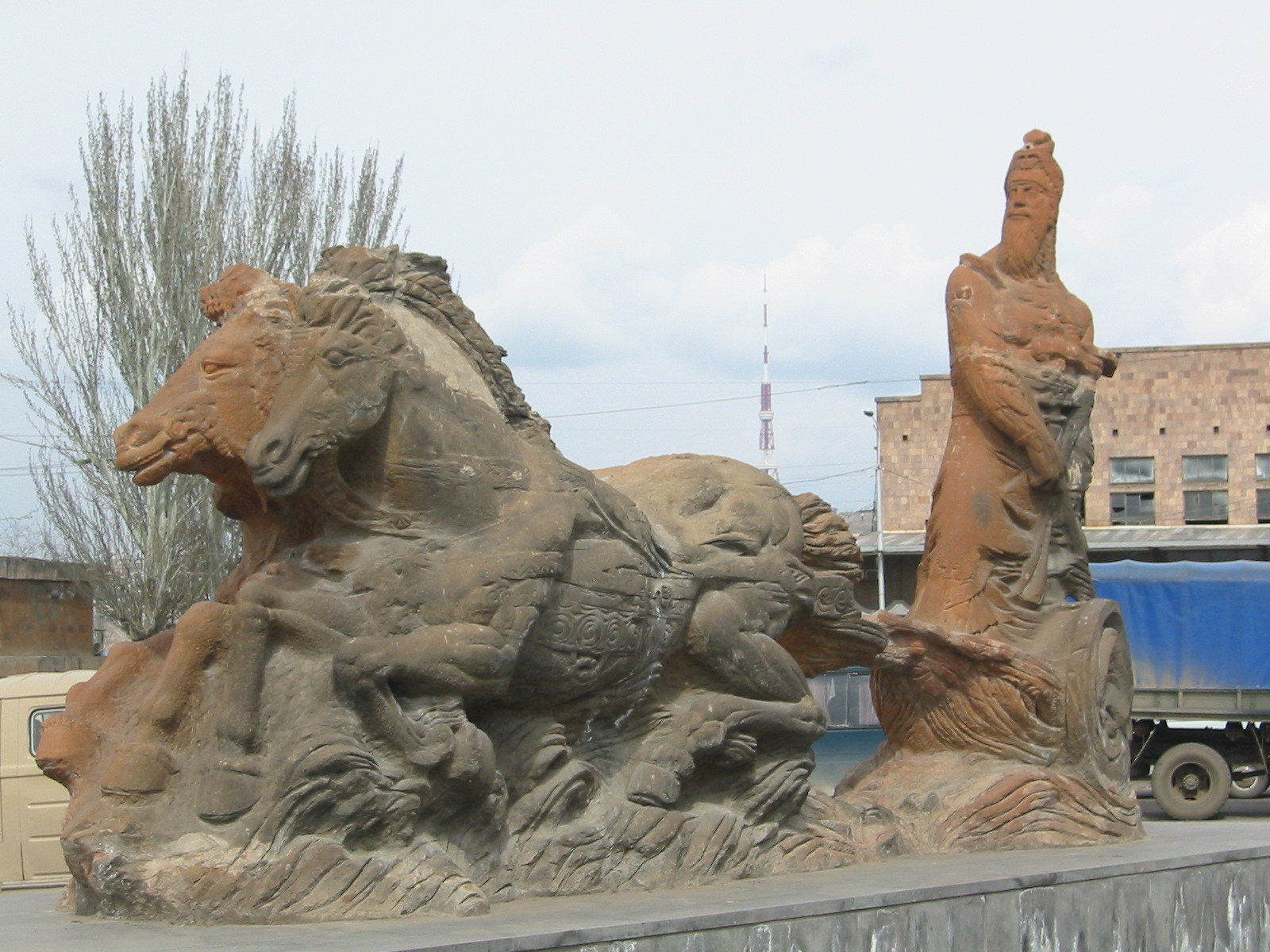
Argishti Ier lance trois invasions contre la Diaokhi.

La loyauté d'Outouphourse envers son suzerain ne reste pas solide. Menua lui-même cite Sasilou comme un sujet « turbulent ». Ainsi, le roi de Diaokhi profite de la mort de Menua en -786 pour proclamer son indépendance. Il refuse de payer tribut à son successeur, Argishti Ier (786-764 av. J.C.), qui s'engage dans une campagne en -785 contre Outouphourse. Ce dernier est rapidement vaincu après la capture de la nouvelle capitale diaokhienne, Zoua, et accepte à nouveau la domination de l'Urartu sur son royaume. Argishti Ier fait inscrire sa victoire sur un édifice de Zoua pour représenter sa domination.
Quelques années plus tard, alors que l'Urartu est préoccupé dans ses campagnes contre l'Assyrie vers l'est et le sud, Outouphourse décide de se rebeller à nouveau. Argishti Ier se retourne contre la Diaokhi et brûle Zoua, mais épargne Outouphourse.
En -768, le roi de Diaokhi se révolte une troisième fois. De nouveau, il est vaincu et Argishti Ier décide d'annexer les régions septentrionales de la Diaokhi. L'Urartu fait construire une série de forteresses à la frontière avec la Diaokhi afin de pouvoir répondre rapidement dans le cas d'une nouvelle rébellion.
Argishti meurt quatre ans plus tard, mais rien n'est connu du reste du règne d'Outouphourse. La chute finale de la Diaokhi aux mains de l'alliance entre la Colchide et l'Urartu se déroule soit à la fin de son règne, soit peu de temps après sa mort.